# Hr.Ms. Johan Maurits van Nassau (1932)
Hr.Ms. Johan Maurits van Nassau – holenderska kanonierka z okresu dwudziestolecia międzywojennego. Jednostka była zmodyfikowaną i ulepszoną wersją zbudowanych w latach 20. kanonierek typu Flores. Okręt wypierał 1795 ton, a jego główne uzbrojenie stanowiły trzy działa kalibru 15 cm (149 mm) Boforsa, uzupełniane przez artylerię przeciwlotniczą.
Jednostka została zwodowana 20 sierpnia 1932 roku w stoczni Damen Schelde Naval Shipbuilding we Vlissingen, a do składu Koninklijke Marine wcielono ją w 5 kwietnia 1933 roku. Nazwę otrzymała na cześć gubernatora holenderskich posiadłości w Brazylii i dowódcy floty Kompanii Zachodnioindyjskiej z XVII wieku – Mauritza Johana von Nassau-Siegena. Okręt przeznaczony był do służby w holenderskich posiadłościach w Ameryce Środkowej, stacjonując na Antylach. Po wybuchu II wojny światowej kanonierka powróciła do metropolii. Po ataku Niemiec na Holandię „Johan Maurits van Nassau” wspierał oddziały w bitwie o Afsluitdijk, a 14 maja 1940 roku został zatopiony na zachód od miejscowości Callantsoog (nieopodal Den Helder) przez niemieckie bombowce podczas ewakuacji holenderskiej floty do Wielkiej Brytanii. W wyniku ataku śmierć poniosło 18 członków załogi okrętu.

## Projekt i budowa
Po I wojnie światowej holenderska marynarka wojenna posiadała jedynie trzy stosunkowo nowoczesne kanonierki, którymi były zbudowane w latach 1911–1915 przybrzeżne okręty typu Brinio . Z racji rozmiarów i braku przystosowania do pełnomorskiej żeglugi jednostki te nie nadawały się do służby w holenderskich koloniach, gdzie potrzebne były opancerzone i silnie uzbrojone okręty do obrony wybrzeża i ostrzału sił lądowych potencjalnego przeciwnika. Wychodząc naprzeciw tym potrzebom, w 1924 roku inżynierowie L. Troost i M.F. Gunning opracowali projekt sporego, pełnomorskiego okrętu, uzbrojonego w działa o dużym kalibrze i donośności. W latach 1924–1926 zbudowano dwie jednostki („Flores” i „Soemba”), przeznaczone do służby w Holenderskich Indiach Wschodnich.
Pozytywne opinie po kilkuletniej eksploatacji kanonierek i ich walory bojowe spowodowały zamówienie trzeciej jednostki, przeznaczonej do służby w Indiach Zachodnich. Poważny wpływ na decyzję o budowie okrętu miały wydarzenia na wyspie Curaçaou z czerwca 1929 roku, kiedy to wenezuelski buntownik Rafael Simon Urbina wraz z 45-osobowym oddziałem najechał na Waterfort w Willemstad . Rebelianci zajęli broniony jedynie przez żandarmerię wojskową fort, zdobywając 200 karabinów, cztery karabiny maszynowe, amunicję i skarbiec rządowy, biorąc wielu zakładników, w tym gubernatora Antyli Holenderskich Fruytiera . Następnie porwali statek „Maracaibo”, którym odpłynęli do Wenezueli. Tam zakładnicy zostali zwolnieni, a gubernator wysłał telegraficzną wiadomość ostrzegając rząd Wenezueli w Caracas o grożącym ataku ze strony rebeliantów, przez co ich akcja się nie powiodła . Wydarzenia te unaoczniły rządzącym potrzebę wzmocnienia sił stacjonujących w regionie: po jednej dobie od otrzymania informacji o ataku w morze wyszedł niszczyciel „Kortenaer” z oddziałem piechoty morskiej na pokładzie, a później przerzucono kolejne oddziały i zaopatrzenie, tworząc garnizony na Curaçao i Arubie . Postanowiono również zbudować okręt stacjonujący na stałe w tamtym regionie . Projekt kanonierki, autorstwa inż. W.M. den Hollandera, bazował na jednostkach typu Flores, różniąc się głównie nieco większymi rozmiarami oraz uzbrojeniem przeciwlotniczym. Zastosowano też działa nieco nowszego modelu (nr 8), lecz nie różniły się istotnie od wcześniejszych
Hr.Ms. „Johan Maurits van Nassau” zbudowany został w stoczni De Schelde we Vlissingen (numer stoczniowy 195) . Stępkę okrętu położono 17 lipca 1931 roku, a zwodowany został 20 sierpnia 1932 roku . Kanonierka otrzymała nazwę na cześć XVII-wiecznego gubernatora holenderskich posiadłości w Brazylii i admirała-generała floty Kompanii Zachodnioindyjskiej – Mauritza Johana von Nassau-Siegena.

## Dane taktyczno-techniczne

### Charakterystyka ogólna
Okręt był kanonierką o długości całkowitej 83,6 metra (78,7 m między pionami), szerokości 11,6 metra i zanurzeniu 3,73 metra . Wysokość boczna kadłuba wynosiła 6,45 metra. Kadłub podzielony był za pomocą grodzi wzdłużnych i poprzecznych na 14 przedziałów wodoszczelnych i miał dno podwójne na 81% długości. Wyporność standardowa wynosiła 1537 ton, a pełna 1795 ton . Wysokość metacentryczna wynosiła 0,47 metra.
Kanonierka miała dużą dzielność morską dzięki wysokiemu dziobowi (przez co pokład nie był zalewany przez fale) oraz dobrą sterowność. Czas zawracania przez bakburtę wynosił 5 minut i 7 sekund, a przez sterburtę 4 minuty i 51 sekund.
Załoga jednostki liczyła 124 oficerów, podoficerów i marynarzy.

### Urządzenia napędowe
Siłownię jednostki stanowiły dwie pionowe maszyny parowe potrójnego rozprężania o łącznej mocy 2100 KM, do których parę dostarczały cztery wodnorurkowe kotły Yarrow, wyprodukowane w macierzystej stoczni . Opalane ropą naftową kotły o ciśnieniu roboczym 14 kG/cm² miały po trzy paleniska i powierzchnię grzewczą 612 m². Kotły umieszczone były w dwóch oddzielnych, położonych jedna za drugą kotłowniach, a maszyny parowe zamontowano we wspólnym przedziale za kotłowniami; spaliny były odprowadzane przez wspólny komin. Okręt napędzały dwie trójłopatowe śruby o średnicy 2,65 metra każda; miał jeden ster o napędzie elektrohydraulicznym. Maksymalna prędkość okrętu wynosiła 15 węzłów Okręt zabierał 273 tony paliwa, co pozwalało osiągnąć zasięg wynoszący 4000 Mm przy prędkości 9 węzłów (lub 6000 Mm przy 6,9 węzła).

### Uzbrojenie i opancerzenie
Na uzbrojenie artyleryjskie okrętu składały się trzy pojedyncze działa kalibru 15 cm (rzeczywisty kaliber wynosił 149,1 mm) Bofors nr 8 L/50, osłonięte pancernymi maskami . Długość lufy wynosiła 50 kalibrów (ok. 7455 mm). Jedno działo umieszczono na pokładzie dziobowym, drugie w superpozycji na nadbudówce dziobowej, a trzecie na pokładzie rufowym. Armaty strzelały amunicją rozdzielnego ładowania (pociskami przeciwpancernymi o masie 46,7 kg i odłamkowo-burzącymi o masie 45 kg); łączny zapas pocisków wraz z ładunkami miotającymi wynosił 450. Kąt podniesienia dział wynosił od -10° do +29° (lub +30°), a teoretyczna donośność maksymalna 21 214 m. Szybkostrzelność dochodziła do 5 strzałów na minutę.
Broń przeciwlotniczą stanowiły początkowo dwa podwójne zestawy wielkokalibrowych karabinów maszynowych kalibru 12,7 mm Vickers nr 4 L/90, umieszczone równolegle do siebie na pokładzie górnym między rufowym działem głównego kalibru a dalmierzem, z łącznym zapasem amunicji wynoszącym 5000 naboi. Dodatkowo na okręcie znajdowały się cztery karabiny maszynowe kalibru 6,5 mm nr 4, które mogły być umieszczane w szalupach.
Głównym elementem wykonanego ze stali niklowej Kruppa pancerza kanonierki był pokład pancerny, o grubości od 25 do 50 mm . Wieża dowodzenia i komory amunicyjne chronione były płytami grubości 25 mm . Opancerzone były też maski dział artylerii głównej, a ich grubość wynosiła od 25 do 40 mm .

### Wyposażenie
Na pokładzie znajdowały się dwie motorówki typu Arend, dwie szalupy typu B4 i jeden jol typu F2. Rufa okrętu przystosowana była do przenoszenia wodnosamolotu pokładowego, który w zamyśle miał służyć do korygowania ognia artylerii głównej i rozpoznania; miał być opuszczany na wodę i podnoszony za pomocą umieszczonego na prawej burcie bomu. Z powodu niezbyt rozległego obszaru działań kanonierki, jakim były Indie Zachodnie, okręt jednak nigdy nie otrzymał na wyposażenie przewidzianego samolotu Fokker C.VII-W.

## Służba

### Okres międzywojenny

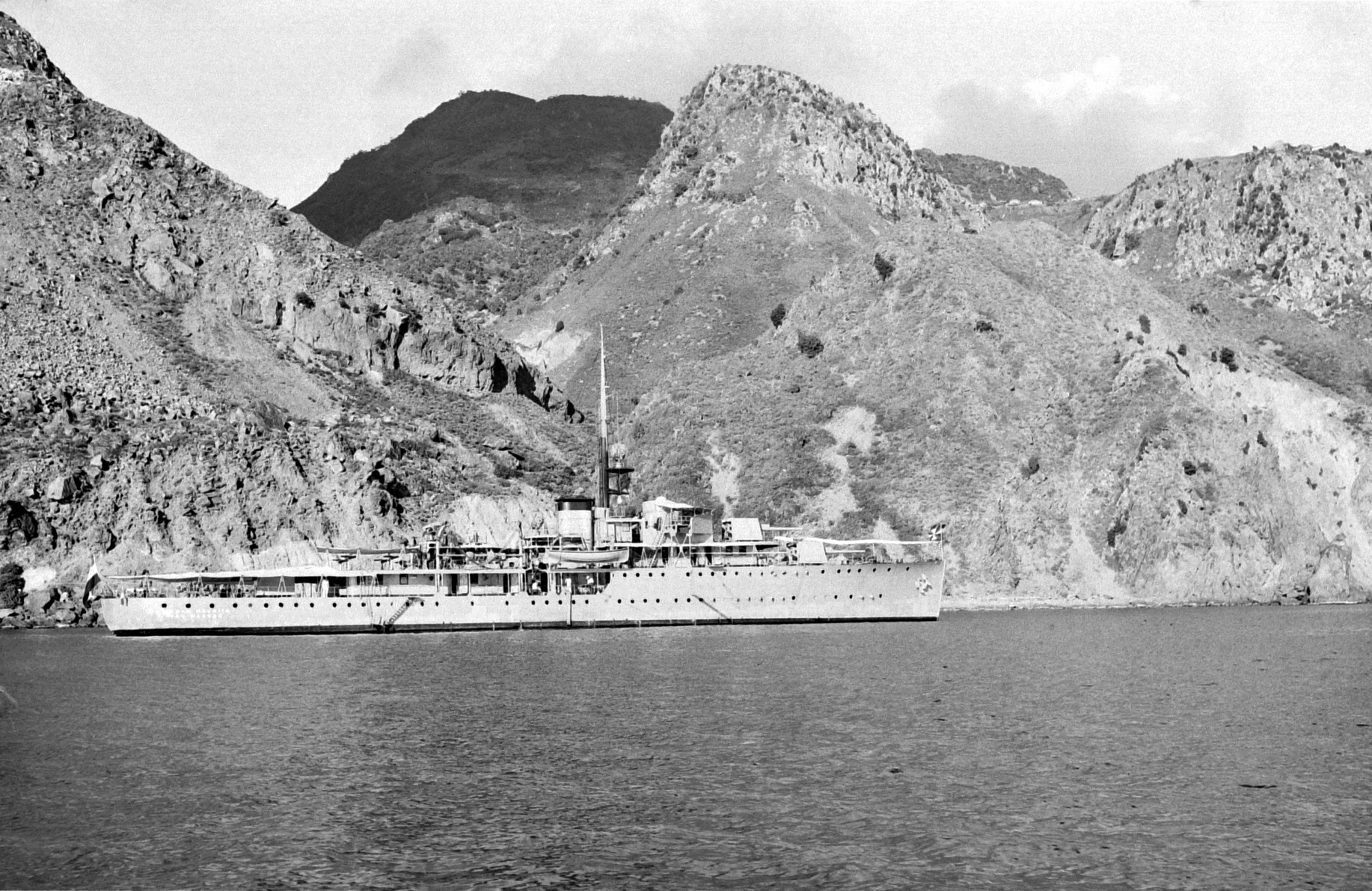
Kanonierka zakotwiczona w pobliżu wyspy Saba

Hr. Ms. „Johan Maurits van Nassau” został wcielony do Koninklijke Marine 5 kwietnia 1933 roku. Pierwszym dowódcą jednostki został mianowany kmdr ppor. Willem van den Donker . 29 czerwca okręt wyruszył z Den Helder w stronę Indii Zachodnich, docierając przez Ponta Delgada, Port-of-Spain i Paramaribo do bazy w Willemstad, którą osiągnął 7 sierpnia . Od 17 do 21 grudnia 1933 roku kanonierka z gubernatorem Curaçao na pokładzie odbyła rejs do Wenezueli na obchody 25. rocznicy objęcia rządów przez prezydenta Juana Gómeza. W dniach 5–16 listopada 1934 roku „Johan Maurits van Nassau” uczestniczył w rejsie do Colón, a od 17 do 28 listopada 1936 roku odbył podróż do Kingston.
11 marca 1937 roku dowództwo okrętu objął kmdr por. W.A. de Jong. Pod jego dowództwem kanonierka odbyła rejs do Paramaribo, powracając 10 kwietnia do bazy. 7 maja „Johan Maurits van Nassau” wyruszył z Curaçao do Europy, zawijając po drodze do Ponta Delgada. Okręt otrzymał zadanie eskortowania płynących przez Cieśninę Gibraltarską holenderskich statków handlowych, zagrożonych przez obie strony walczące w hiszpańskiej wojnie domowej . Bazująca w Gibraltarze kanonierka odbyła do 15 stycznia 1938 roku dziewięć operacji konwojowych, po czym 21 stycznia zawinęła do Den Helder, zmieniona w służbie eskortowej przez krążownik „Java”.
28 stycznia 1938 roku nowym dowódcą kanonierki został kmdr ppor. Gustaaf Alexander Berg. Na okręcie dokonano modernizacji uzbrojenia: dodano podwójnie sprzężony zestaw działek przeciwlotniczych kalibru 40 mm Boforsa L/56, zamontowany na miejscu wkmów kalibru 12,7 mm, które przeniesiono na powiększoną platformę reflektorów wokół głównego masztu. Na pokładzie znalazła się także instalacja do stawiania zasłony dymnej; zmodyfikowano też bom ładunkowy dla wodnosamolotu. 27 maja jednostka udała się na drugą turę służby na wodach hiszpańskich, docierając 2 czerwca do Gibraltaru. 12 lipca, w przerwie patrolu, okręt złożył oficjalną, czterodniową wizytę w Casablance, gdzie odwiedził go holenderski konsul, F. Testa. 10 sierpnia uzbrojony trawler frankistowski zatrzymał liniowiec „Llandaff Castle” (10 786 GRT), należący do Union-Castle Line, oddając strzał ostrzegawczy. Szybka interwencja holenderskiej jednostki pozwoliła statkowi kontynuować rejs już po kwadransie od zatrzymania. Po wykonaniu dwóch operacji konwojowych 28 września „Johan Maurits van Nassau” opuścił Gibraltar i 6 października dotarł do Den Helder (został zmieniony przez krążownik „Sumatra”) .
3 stycznia 1939 roku dowództwo kanonierki objął kmdr por. Pieter Kronenberg. 12 stycznia „Johan Maurits van Nassau” udał się na Curaçao, docierając do miejsca przeznaczenia 8 lutego. W dniach 20–25 lutego okręt odbył rejs do La Guaira. Po wybuchu w Europie działań wojennych kanonierka została wezwana do metropolii, wypływając 8 i docierając 29 listopada do Holandii (w zamian na Antyle skierowano szkolny okręt artyleryjski „Van Kinsbergen”) . Okręt skierowano do stoczni w Den Helder na remont, a po jego zakończeniu bazował we Vlissingen (wraz z półbliźniaczą kanonierką „Flores”) .

### II wojna światowa
Do momentu ataku Niemiec na Holandię „Johan Maurits van Nassau” pełnił służbę patrolową na holenderskich wodach terytorialnych. W nocy z 9 na 10 maja okręt przebywał na redzie Vlissingen (wraz z „Flores” i „Sumatrą”) . Rankiem 10 maja jednostka wzięła udział w odparciu ataku niemieckich bombowców, które zrzuciły miny u ujścia Skaldy, zestrzeliwując za pomocą działek kalibru 40 mm wodnosamolot Heinkel He 115 z 196. grupy lotnictwa wybrzeża (niem. Küstenfliegergruppe) . Następnie kanonierka otrzymała rozkaz udania się do Hoek van Holland, by wpłynąć do Nieuwe Waterweg w celu ostrzelania zajętego przez niemieckich spadochroniarzy lotniska Waalhaven . Z powodu zaminowania kanału i zagrożenia ze strony nieprzyjacielskiego lotnictwa szef sztabu marynarki odwołał rozkaz i nakazał jednostce powrót do Vlissingen . Podczas odwrotu okręt zahaczył o wyznaczający granicę toru wodnego łańcuch boi, który wkręcił się w wał śruby, a uderzająca o burtę boja spowodowała uszkodzenie poszycia kadłuba i przecieki . Po całonocnych pracach nad uwolnieniem okrętu z pułapki, rankiem 11 maja z pomocą dwóch holowników kanonierka dotarła do Hoek van Holland, gdzie pękniętą burtę załatano betonowym plastrem . Wieczorem 12 maja „Johan Maurits van Nassau” otrzymał rozkaz udania się do Den Helder, który wykonała dwukrotnie unikając zbombardowania, docierając w pobliże portu rankiem 13 maja.

#### Bitwa o Afsluitdijk
Zabezpieczający dostęp do Holandii Północnej od wschodu położony w pobliżu Afsluitdijk fort Kornwerderzand składał się z 17 schronów, obsadzonych przez 227 żołnierzy uzbrojonych m.in. w cztery działa kalibru 5 cm i 21 karabinów maszynowych Schwarzlose M08 . W nocy z 12 na 13 maja dowódca bazy marynarki w Den Helder wysłał na pozycję obronną dodatkowe uzbrojenie w postaci trzech działek przeciwlotniczych kalibru 20 mm i czterech przeciwlotniczych karabinów maszynowych, dzięki którym obrońcy skutecznie odparli naloty, które miały miejsce 13 maja (zestrzelono co najmniej cztery samoloty wroga) . W celu wsparcia obrońców z Den Helder wyszedł też „Johan Maurits van Nassau”, udając się na Morze Wattowe . Dodatkową osłonę przeciwlotniczą kanonierki miał zapewnić brytyjski niszczyciel HMS „Valorous”, jednak obawiając się wejścia na mieliznę zawrócił do Den Helder . Okręt zajął pozycję przy Doove Balg w pobliżu Texel, nie mogąc podpłynąć bliżej z powodu małej głębokości wody .
Po południu 13 maja ostrzałem holenderskich pozycji z dział kalibru 88 i 75 mm należących do 1. Dywizji Kawalerii rozpoczęła się bitwa o Afsluitdijk . Pod osłoną artylerii fort Kornwerderzand został zaatakowany wczesnym wieczorem przez niemieckie oddziały uderzeniowe, jednak bez powodzenia . W nocy z 13 na 14 maja kanonierka oddała trzy dwustrzałowe salwy w obszar na wschód od Afsluitdijk, w celu sprawdzenia, czy pociski mogą pokonać dystans 18 000 metrów. Odległość ta okazała się możliwa do osiągnięcia i okręt otrzymał rozkaz pozostania „w pogotowiu”  . Następnego ranka, 14 maja, dowodzący fortem kapitan Boers wysłał do Den Helder prośbę o ostrzelanie przez kanonierkę stanowisk niemieckiej artylerii. Okręt powrócił do Doove Balg i zakotwiczył tam pomimo niebezpieczeństwa nalotów . Korzystając z mapy i tabel, obliczono kierunek oraz odległość do Afsluitdijk i wystrzelono kilka pocisków z rufowego działa kalibru 15 cm. Miejsce upadku pocisków zaobserwowano z fortu Kornwerderzand i skorygowano telefonicznie za pośrednictwem dowódcy bazy Den Helder, który przesłał je przez radio do kanonierki . Po ustaleniu właściwej odległości do celu okręt wystrzelił łącznie 98 pocisków kalibru 15 cm, rozbijając pozycje niemieckiej artylerii i rozpraszając zgrupowanie niemieckich czołgów i samochodów pancernych, które zgromadziły się na grobli fryzyjskiej . W rezultacie ostrzału Niemcy zrezygnowali ze zdobycia fortu .

#### Zatopienie okrętu
Po południu 14 maja, gdy okręt powrócił na redę Den Helder, około 15:00 odebrano rozkaz nakazujący ewakuację floty do Wielkiej Brytanii . Zespół okrętów w składzie: „Johan Maurits van Nassau”, stawiacze min „Nautilus”, „Jan van Brakel” i „Douwe Aukes” oraz torpedowce G 13 i G 15, udał się na zachód, płynąc z prędkością 13 węzłów . O 18:15, gdy holenderskie okręty znajdowały się na wysokości miejscowości Callantsoog w odległości 10 Mm od wybrzeża, nastąpił atak eskadry bombowców Heinkel He 111 . Mimo rozproszenia zespołu i prowadzonego intensywnego ognia przeciwlotniczego „Johan Maurits van Nassau” został dwukrotnie trafiony przez bomby: pierwsza przebiła pokład dziobowy i eksplodowała nad komorą amunicyjną, powodując pożar amunicji, a druga przebiła pokład i wybuchła pod linią wodną w maszynowni. Załoga natychmiast przystąpiła do gaszenia pożarów, jednak 10 minut później nastąpił wybuch w komorze amunicyjnej. Jednostka zaczęła tonąć z przegłębieniem dziobowym, przechylając się dodatkowo na prawą burtę. Udało się spuścić na wodę pokładową motorówkę, która brała na pokład pływających w wodzie rozbitków i przewoziła na towarzyszące kanonierce okręty. Do końca prowadziła ogień obsada działka kalibru 40 mm, przerwany dopiero gdy woda dotarła do stanowiska.
„Johan Maurits van Nassau” zatonął o godzinie 18:30 na pozycji 52°50′12″N 4°33′57″E/52,836667 4,565833. Z liczącej w ostatnim rejsie 135 osób (w tym 12 oficerów) załogi w wyniku ataku zginęło 17 podoficerów i marynarzy, a jeden zmarł wkrótce w wyniku ran. Pozostali zostali uratowani przez stawiacz min „Jan van Brakel” (72 osoby) i torpedowiec G13 (45 osób). Wśród rozbitków byli ciężko ranni, którzy zostali przekazani na przybyłą z Den Helder motorówkę ratowniczą „Dorus Rijkers” (31 osób wraz z dowódcą, kmdr. por. Kronenbergiem).
Wrak okrętu spoczywa na głębokości 20 metrów w odległości 5 Mm na zachód od Callantsoog (na pozycji 52°50′13″N 4°33′56″E/52,836944 4,565556) .

##### Lista poległych członków załogi
Zestawienie na podstawie Kaczmarek 2003b ↓, s. 57, stopnie w terminologii holenderskiej:
| 1. marynarz 1. klasy G.L. van Bergen; | 10. palacz 1. klasy J.C. Los;           |
| 2. marynarz 3. klasy D. Bot;          | 11. steward J.G.H. Lubse;               |
| 3. sierżant cieśla R.H. van Doorn;    | 12. palacz 3. klasy J. Nooitgedacht;    |
| 4. marynarz 1. klasy A. van Duin;     | 13. palacz 2. klasy J. Oost;            |
| 5. sierżant maszynista D. van Duine;  | 14. kapral maszynista A.R.E. Pian;      |
| 6. marynarz 1. klasy W.A. Jong;       | 15. marynarz 3. klasy J.A. Schimmel;    |
| 7. marynarz 3. klasy T.W. van Kempen; | 16. marynarz 2. klasy J.A. van Termeij; |
| 8. marynarz 3. klasy J.E. de Klein;   | 17. marynarz 1. klasy A. Teunisse;      |
| 9. palacz 1. klasy A.J. Lere;         | 18. palacz 2. klasy W.C. Witteveen.     |

## Upamiętnienie

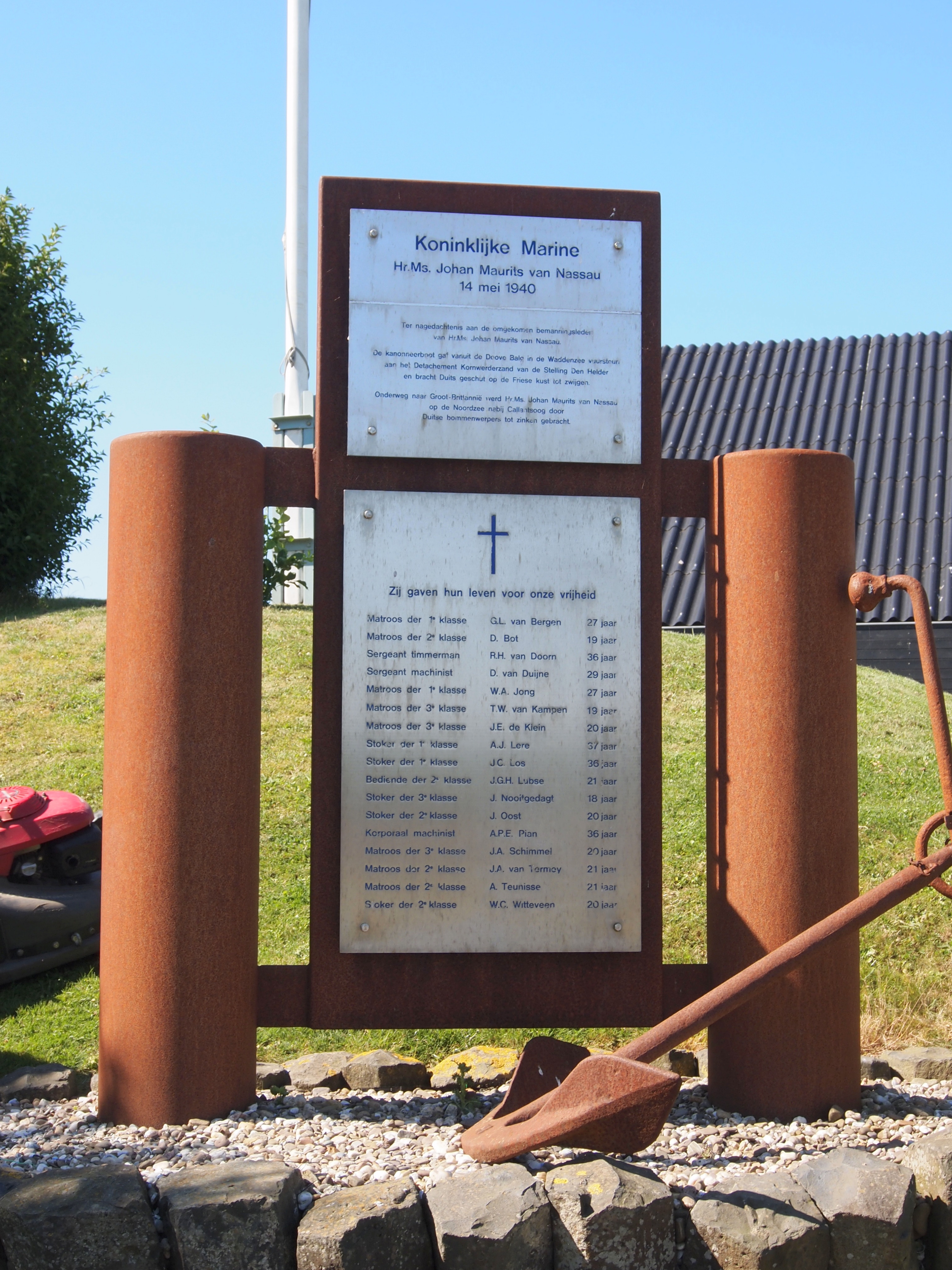
Tablica ku czci poległych marynarzy w Kazemattenmuseum

Nazwę „Johan Maurits van Nassau” otrzymała podczas wojny przekazana przez Brytyjczyków holenderskiej marynarce w 1943 roku fregata typu River HMS „Ribble”.
21 czerwca 1984 roku załoga Hr.Ms. „Woerden” wydobyła z wraku kanonierki jedną z jej kotwic. Po odnowieniu została ona ustawiona koło muzeum holenderskiej marynarki wojennej (Marinemuseum w Den Helder) jako pomnik, który został odsłonięty 18 maja 1988 roku.
Rufowe działo „Johan Maurits van Nassau” zostało wydobyte 15 lipca 1993 roku i po odnowieniu ustawione i oficjalnie odsłonięte 27 kwietnia 1994 roku przed budynkiem Koninklijk Instituut voor de Marine (Królewskiej Akademii Marynarki Wojennej).
17 maja 2005 roku odsłonięto tablicę upamiętniającą 17 poległych członków załogi kanonierki przy Kazemattenmuseum w Kornwerderzand, muzeum fortyfikacji w Afsluitdijk, które okręt wspierał ogniem swojej artylerii 14 maja 1940 roku.